# Duboscia
Duboscia é um género botânico pertencente à família Malvaceae.